# Late Heavy Bombardment

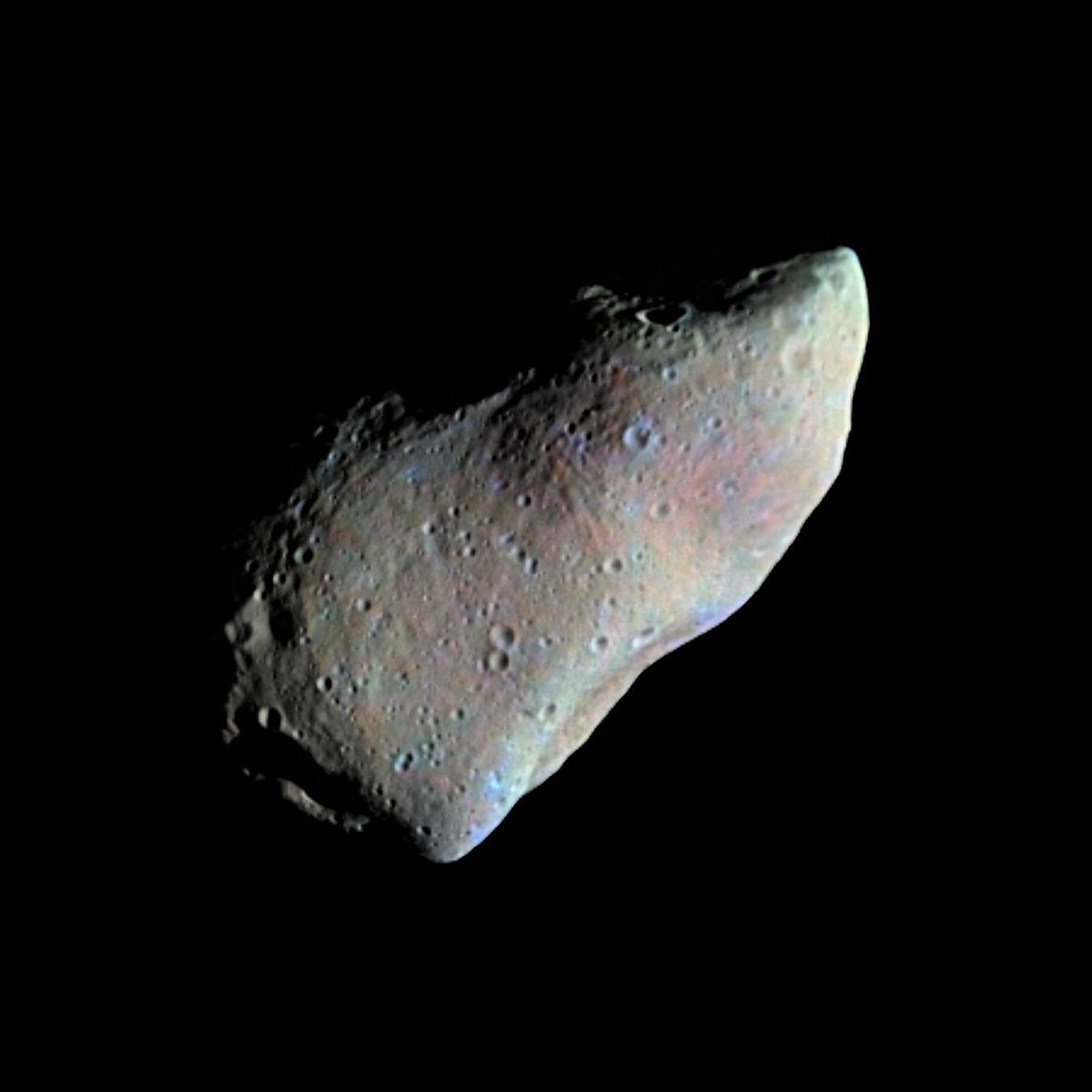
De planetoïde Gaspra werd in 1991 door de ruimtesonde Galileo bezocht. Gaspra is ongeveer 15 km groot. Dit soort "brokstukken" zouden verantwoordelijk moeten zijn voor de grotere inslagkraters op de Maan en de planeten Mars en Mercurius die werden gevormd tijdens het Late Heavy Bombardment.

Het Late Heavy Bombardment (LHB, letterlijk het late hevige bombardement) was een periode van ongeveer 4,1 tot 3,8 Ga (4,1 tot 3,8 miljard jaar geleden) waarin het binnenste gedeelte van het zonnestelsel (de Aarde en de Maan en de planeten Venus, Mercurius en Mars) blootstond aan een veel groter dan gemiddeld aantal inslagen van meteorieten.
Het bestaan van de periode werd ontdekt bij het bestuderen van de ouderdom van kraters op de Maan en stenen die met de Apollo-vluchten meegebracht waren van de Maan. Het bleek dat veel Maankraters in deze periode waren gevormd. Sommige kraters uit het Late Heavy Bombardment zijn zo groot als Aardse continenten. Het Late Heavy Bombardement kwam na een juist relatief rustige periode van een aantal honderd miljoen jaar. Ter vergelijking: de vorming van het zonnestelsel vond volgens de meest aanvaarde schatting rond 4,6 Ga plaats.
Het is niet duidelijk wat het grotere aantal inslagen veroorzaakte. Een mogelijkheid is dat de baan van Jupiter kleiner werd. Het zwaartekrachtsveld van deze planeet zou daardoor de banen van veel planetoïden veranderen, waardoor ze op ramkoers kwamen te liggen met een van de binnenplaneten. Een andere optie is een enorme botsing in het zonnestelsel, die voor veel los "rondvliegend puin" zorgde. Computermodellen laten zien dat resonanties en perturbaties, veroorzaakt doordat de vier grote buitenplaneten in hun tegenwoordige banen kwamen te liggen, grote hoeveelheden materiaal in het binnenste gedeelte van het zonnestelsel hebben kunnen verplaatsen.
Op Aarde is geen bewijs voor het Late Heavy Bombardment te vinden, omdat de oudste Aardse gesteenten maar 3,8 Ga oud zijn. Er kan wel berekend worden wat het gevolg op Aarde moet zijn geweest:
- 22.000 of meer inslagkraters met een diameter van meer dan 20 km
- ongeveer 40 kraters met diameters van meer dan 1000 km
- een aantal kraters met diameters groter dan 5000 km

Een serieuze inslag vond gemiddeld elke 100 jaar plaats.